# بنو تپه
بنو تپه مربوط به دوره اشکانیان - دوره ساسانیان است و در شهرستان زنجان، بخش قره پشتلو، روستای قره تپه واقع شده و این اثر در تاریخ ۷ مهر ۱۳۸۱ با شمارهٔ ثبت ۶۲۴۵ به‌عنوان یکی از آثار ملی ایران به ثبت رسیده است.